# سونيا سكرفيلد
سونيا سكرفيلد (بالإنجليزية: Sonia Scurfield)‏‏ (19 سبتمبر 1928 - 14 يونيو 2018 ) فاعلة خير من كندا.

## التعليم
تعلمت سونيا سكرفيلد في:
- جامعة ساسكاتشوان
- جامعة مانيتوبا[8]

## الجوائز
حصلت سونيا سكرفيلد على الجوائز الآتية:
- كأس ستانلي[4]